# Scan2Go
Scan2Go (coreano: 스캔2고 o 스캔 투 고  seukaen2go , giapponese: Galaxy Racer Scan2Go (ギャラクシーレーサー スキャン2ゴー?, Gyarakushī Rēsā Sukyan2Gō)) è un anime del 2010, co-prodotto dalla società giapponese d-rights e dalla società di Dubai NewBoy FZCO, con la partecipazione della coreana SBS Productions Inc. e Stonebridge Capital, sotto la direzione di Kinpei Azusa.

## Trama
In un futuro non molto lontano l'uomo è riuscito a stabilire contatti con i pianeti all'esterno della propria galassia. Lo Scan2Go è diventato un fenomeno conosciuto in tutto lo spazio: enormi gare tra automobili in miniatura vengono tenute ovunque e ogni partecipante aspira a diventare il pilota numero 1 dell'universo. 
A Kazuya Gordon e ai suoi amici della squadra JET, unici rappresentanti del pianeta Terra, viene permesso di partecipare alle selezioni preliminari della corsa più importante dell'universo, il Gran Premio finale Pro-Racer Exhibition Race, nella categoria Junior. 
Da dilettanti, non riuscendo a competere con le altre squadre, Kazuya e i suoi amici, accompagnati dal robot guida PEL, pilota della loro astronave, il JETbus, partono per l'universo per migliorare le proprie abilità nello Scan2Go e per qualificarsi al Gran Premio finale.

## Personaggi
Kazuya Gordon (大道 カズヤ?, Daidō Kazuya) - (새찬 Sae-chan)
Doppiato da: Mana Hirata (giapponese), Manuel Meli (italiano)
Un ragazzo determinato e talvolta presuntuoso, che vuole a tutti i costi diventare il pilota numero 1 dello spazio. È il leader della squadra JET. Ha un forte senso della giustizia; il suo idolo è il pilota Professor Zero ed entra in contrasto con Ru, di cui non condivide la sua passione per la distruzione. Dopo essersi diplomato alla scuola del pianeta Gurao, riesce a qualificarsi per il Gran Premio e arriva secondo alla quarta gara preliminare del Gran Premio. In seguito, salva i suoi amici dal mondo dell'oscurità in cui Ru li aveva confinati; dunque brucia Ru al calore del Sole e salva l'intero universo, meritandosi il titolo di campione del Gran Premio.
Quando l'anime fu presentato per la prima volta al MipCom 2010, il suo nome era Sae-chan, nome mantenuto nella versione in coreano.
La sua macchina base, la Falgor (Galaxy Falgor, nella sua forma evoluta) richiama uno spirito animale dalle sembianze di una Fenice infuocata. Al momento del bisogno, la Falgor spiega un paio di ali gialle, potendo così volare e tagliare gli oggetti; può, inoltre, creare cicloni, tornadi di fuoco e distruggere montagne. Il motto di Kazuya è "più veloce di tutti".
Fiona Ryder (守嶋 フタバ?, Morishima Futaba) - (두리 Du-ri)
Doppiata da: Mai Nakahara (giapponese), Ludovica Bebi (italiano)
È una ragazza bonaria ma, all'occorrenza, arrogante e irascibile, che si rifiuta di adulare gli altri. A causa della sua personalità, è spesso in conflitto con il leader Kazuya. Viaggia sempre insieme a uno scoiattolino giallo, Toto. Si qualifica seconda alla prima gara preliminare del Gran Premio, a pari merito con Hebina.
Il simbolo della sua auto, la Leopatra (Infinity Leopatra, nella sua forma evoluta), è un leopardo bianco, con macchie nere sul pelo. L'automobile ha installato uno scanner, il Gufo satellitare (che ha sostituito l'Ape satellite installata prima dell'evoluzione), che le permette di analizzare la pista e di trovare il percorso migliore. Ha, inoltre, la capacità di creare saette, tornadi e tempeste.
Myron Seagram (海原 ミツキ?, Kaibara Mitsuki) - (해수 Hae-su)
Doppiato da: Kaoru Mizuhara (giapponese), Monica Volpe (italiano)
Sensibile, detesta i conflitti, è bravo al computer e ha elevate capacità analitiche. Cerca di spiegare ogni fenomeno utilizzando la logica e la ragione, ma, se non ci riesce, va nel panico. È il membro più giovane della squadra JET. Grazie al suo carattere tranquillo, durante le gare non si fa prendere dalle proprie emozioni. Si qualifica secondo alla seconda gara preliminare del Gran Premio. Il suo nome coreano, Haesu, significa "acqua di mare".
La sua auto, la Slazor (poi Stormo Slazor), è simboleggiata da uno Squalo blu. Può analizzare i dati accolti dalla Leopatra di Fiona e creare onde d'acqua.
Diego Montana (高山 ダイゴ?, Takayama Daigo) - (마루 Ma-ru)
Doppiatori: Kouta Sato (giapponese), Simone Crisari (italiano)
Nonostante la sua corporatura massiccia, ha un cuore tenero e un animo sensibile. Non si preoccupa delle piccole cose e vive seguendo il proprio ritmo. Ama la natura e adora mangiare, soprattutto le ciambelle, il suo cibo preferito. Nell'episodio 25 gareggia contro Shiro e Kraken Fa tornare in sé Taiga, i cui sentimenti più malvagi erano stati aizzati da Ru, conducendolo sulla strada di una competizione dettata solo dallo spirito di voler vincere, e non dall'inseguire l'eterno rivale Zero. Riesce, inoltre, a non venire controllato da Ru a sua volta, grazie al suo animo calmo. Si qualifica terzo alla terza gara preliminare del Gran Premio.
Il suo nome coreano, Malu, significa "pavimentazione".
Il simbolo della sua auto, la Giamoth (poi evoluta in Rock Giamoth), è un Elefante marrone. Può generare il fuoco e con la sua proboscide può spostare gli ostacoli presenti sul suo cammino, mentre due braccia simili a ruspe le permettono di afferrare gli oggetti.
Shiro Sutherland (芝草 シロー?, Shibakusa Shirou) - (은백 Eun-baek)
Doppiato da: Souichiro Hoshi (giapponese), Goffredo Dominici (italiano)
È un ragazzo solitario, che non fa parte dall'inizio della squadra JET, ma ne diventa membro dopo un guasto alla propria astronave. È freddo, intellettuale e silenzioso, non ama mostrare il suo lato vulnerabile e pianifica elaborate strategie di gara. Viaggia con un robot guida, Tsukikage (anche se negli episodi 38 e 40 Shiro chiama Tsukikage "Moonshadow", traduzione in inglese del nome del robot). Quando era piccolo, Shiro è stato separato da sua madre a causa delle leggi della propria tribù, secondo le quali due persone con i poteri non possono stare vicine; la donna gli ha lasciato solo una foto e la Wolver. Una volta diventato adolescente, Shiro ha deciso di diventare un famoso pilota di Scan2Go per poterla ritrovare. Shiro non è umano, bensì un lupo antropomorfo di razza Wolfgar, discendente da un antico lignaggio: la sua forma animale emerge se si agita troppo; il ragazzo viaggia da solo, proprio per evitare di ferire inavvertitamente i propri compagni. I suoi poteri dormienti vengono risvegliati da Ru, rivelando che è in grado di manipolare il ghiaccio. Si qualifica primo alla seconda gara preliminare del Gran Premio.
La sua auto, la Wolver (evolutasi poi nella Lighting Wolver), è simboleggiata da un Lupo grigio. Con la Luna diventa più potente. Ha il potere di ghiacciare la pista dietro di sé e scatenare una tormenta di neve. Inoltre, grazie ad un sistema di trasporto superveloce, può correre ad alta velocità, diventando pressoché invisibile. Grazie al suo sangue Wolfgar, Shiro è in grado di controllare l'automobile anche a questa velocità, cosa che un normale pilota non potrebbe fare.
Ru Kaiser (リュウ?, Ryu)
Doppiato da: Tatsuhisa Suzuki  (giapponese), Stefano Alessandroni (italiano)
Antagonista della serie, ha sete di potere, è spietato e adora osservare la sconfitta e la delusione dei propri avversari. Ha potere sulla gravità e si nutre dei sentimenti più oscuri, diventando così potentissimo. Vuole servirsi di Shiro per portare a termine i suoi piani. Vuole vendicarsi di Kazuya e Taiga, poiché l'hanno sconfitto. Cerca di far entrare Kazuya nella propria squadra, poiché è riuscito a mandare fuori dal circuito la sua Dragnite e a danneggiarla lievemente; non riuscendoci, recluta Hebina e Antares. Nel finale dell'episodio 26, scatena la sua forza, facendo apparire un cristallo viola in mezzo alla fronte, e fa riemergere tutto l'odio che Taiga cova nei confronti del fratello maggiore. Partecipa alla gara dimostrativa per il Gran Premio e batte Zero, a cui rivela che la sua passione per la distruzione è istintiva e deriva dal fatto che è nato da un buco nero. Quando inizia il Gran Premio finale, si dirige sulla Terra per distruggere tutto. Diego per via della sua naturale calma, lo ferma dal risvegliare la rabbia e la gelosia di Taiga. Si qualifica primo alla terza gara preliminare del Gran Premio e successivamente modifica l'orbita della Luna per farla schiantare contro la Terra. Assorbe l'energia delle auto dei cinque grandi maestri dell'universo, facendo evolvere la Dragnite; cerca di distruggere anche la macchina del maestro Hipopo, ma viene fermato da Kazuya. Viene, inoltre, svelato il suo piano ultimo, unico scopo della sua vita: distruggere l'intero universo, facendo trasformare la Dragnite in un buco nero che ne assorba tutta l'energia. Nell'ultimo episodio, viene distrutto dal calore del Sole insieme alla sua macchina.
La sua macchina, la Dragnite, ha la capacità di manipolare la gravità, che le viene trasmessa dal suo padrone: ciò significa che può attraversare le curve persino con il turbo estremo attivato. Può creare potenti cicloni e avvolgersi in un bozzolo di oscurità che spazza via gli avversari. È simboleggiata da due draghi asiatici. La Dragnite assume la forma di un drago nell'ultimo episodio, quando esegue la sua ultima evoluzione.

### Personaggi secondari
Hebina (ヘビーナ?, Hebiina)
Doppiata da: Eleonora Reti (italiano)
Leader delle donne pirata dello spazio, è una delle maggiori rivali della squadra JET e soprattutto di Fiona. Pur di vincere, è disposta ad utilizzare ogni mezzo che conosca. È sempre alla ricerca di tesori e, a causa di questa sua passione, mette in pericolo il pianeta ospite delle gare semifinali, rubando una gemma, la luce della terra, sconvolgendo l'equilibrio del pianeta. La situazione torna alla normalità quando la gemma viene gettata nelle fauci di un vulcano. Si qualifica seconda alla prima gara preliminare del Gran Premio, a pari merito con Fiona.
La sua auto è la Historia, simboleggiata da un cobra. Da essa si staccano dei mouse che creano ologrammi. È in grado di mimetizzarsi con l'ambiente.
Jack (ジャック?, Jakku) - (잭, Jack)
Doppiato da: Anri Katsu (giapponese), Gianluca Machelli (italiano)
Membro della polizia della federazione galattica, ha la forma di un pipistrello antropomorfo (e, come questi mammiferi, può restare appeso a testa in giù) ed è in missione per catturare Hebina. La sua identità è celata da una maschera. All'inizio, crede che la squadra JET sia alleata di Hebina e abbia piani malvagi, poi si ricrede e diventa loro amico, in particolare di Kazuya. Si qualifica primo alla quarta gara preliminare del Gran Premio, salvando il proprio posto di lavoro e venendo promosso a ispettore nell'episodio successivo.
La sua auto è la Vambat, simboleggiata da un pipistrello. Da essa si staccano due pipistrelli in miniatura che emettono ultrasuoni e che, attaccandosi alle apparecchiature elettroniche, possono controllarle.
Taiga (タイガ?, Taiga) - (타이거, Tiger)
Doppiato da: Satoshi Tsuruoka (giapponese), Paolo Marchese (italiano)
Scontroso pilota dall'aspetto di tigre, indossa un'armatura. Il suo avversario principale è Zero, suo fratello maggiore, del quale vuole vendicarsi per averlo abbandonato tempo prima. All'inizio ha una forte rivalità con Kazuya, ma i due imparano a conoscersi e Taiga inizia ad apprezzare le doti del ragazzo. Durante la gara per il diploma di Gurao, Ru fa riemergere in lui tutto il suo odio per Zero, facendolo trasformare: gli occhi diventano bianchi, la sua armatura e il suo pelo neri. Viene riportato alla normalità da Kazuya. Inizia ad allenarsi nello spazio per diventare più forte di Ru e partecipa, in seguito, al Gran Premio finale. Si qualifica secondo alla terza gara preliminare del Gran Premio.
La sua automobile è la Junger, il cui animale simbolo è la tigre. È dotata di un paio di ali da planata e di due ancore ad artiglio per afferrare gli oggetti.
Antares (アンタレス?, Antaresu) - (안타레스, Antares)
Doppiato da: Mitsuki Saiga (giapponese), Ivan Andreani (italiano)
Avversario della squadra JET, compare nell'episodio 8 e viene sconfitto da Fiona durante una corsa. Dal presentatore delle gare preliminari viene definito come un pilota mediocre, che non si è fatto valere a Gurao. Mentre era all'Accademia di Gurao, voleva diventare un pilota forte come Ru. Si qualifica terzo alla seconda gara preliminare del Gran Premio.
La sua automobile, la Scorvilain, è simboleggiata da uno scorpione. Come questo animale, l'auto possiede una coda, che le permette di aggrapparsi, colpire gli avversari e lanciare sfere di energia rosa o sabbia.
Professor Zero (제로, Zero)
Doppiato da: Hozumi Gōda (giapponese), Francesco Meoni (italiano)
È il miglior pilota dello spazio e l'idolo di Kazuya. Ha un fratello minore, Taiga, che lo odia, poiché crede che da piccolo lui lo abbia abbandonato. Partecipa alla gara dimostrativa del Gran Premio finale, per inaugurare il percorso; dopo l'intromissione di Ru, per fermarlo lo sfida, ma, dopo un'esplosione causata dallo scontro tra le loro auto che distrugge tutto, Zero risulta disperso. Torna nell'ultimo episodio e aiuta Kazuya e gli altri piloti a salvare la Terra e l'universo.
La sua automobile è la Lionel, il cui animale è il leone.

## Anime
L'anime è stato realizzato in Giappone e i nomi dei protagonisti sono in giapponese. Tuttavia, per le scritte che compaiono all'interno della serie (sui teleschermi, ecc.) è stata utilizzata una lingua inventata, con caratteri che nella forma ricordano dei polpi e tratti simili alla consonante glottale ㅇ dell'alfabeto hangŭl. Gli episodi sono stati trasmessi in prima visione in Corea del Sud, prima sul canale SBS e successivamente su Cartoon Network Korea.
Nella versione in lingua italiana, nomi e cognomi dei personaggi sono stati tradotti, eccetto nel caso di Kazuya e Shiro, che cambiano solo il cognome. Le sigle (iniziale e finale) sono quelle originali, in giapponese: la opening si intitola Never Give Up, mentre la ending è intitolata I Will Find A Way. Come videoclip sono stati mantenuti quelli originali: dalla sigla iniziale, però, sono stati rimossi i titoli di testa, mentre in quella finale i titoli di coda in lingua nipponica scorrono sulla destra dello schermo, mentre quelli italiani scorrono sulla sinistra.

Il doppiaggio è stato curato da CD Cine Dubbing e Mariagrazia Boccardo, sotto la direzione di Vittorio Stagni, con dialoghi italiani di Anna Crinci, Sacha De Toni e Achille D'Aniello.

### Episodi
| Nº | Titolo italiano 「Coreano」 / 「Giapponese」 - Titolo coreano traslitterato / Titolo giapponese traslitterato - Traduzione letterale | In onda           | In onda           |
| Nº | Titolo italiano 「Coreano」 / 「Giapponese」 - Titolo coreano traslitterato / Titolo giapponese traslitterato - Traduzione letterale | Coreano           | Italiano          |
| 1  | Arriva il numero uno! 「내 꿈은 최고의 레이서 / 目指せ、No.1!」 - Nae kkum-eun choegoui leiseo / Mezase, nanbā 1! – "Il mio sogno, il miglior pilota / Obiettivo, numero 1!" | 9 agosto 2010     | 28 agosto 2011    |
| 1  | È iniziata la finale del Gran Premio Mondiale di Scan2Go. La squadra JET, l'unica squadra dal pianeta Terra composta da Kazuya Gordon, Fiona Ryder, Myron Seagram e Diego Montana arriva in tempo per vedere l'ultimo giro della gara. Tra un colpo di scena e l'altro, ad aggiudicarsi il titolo è il Professor Zero e Kazuya si promette di diventare il miglior pilota di Scan2Go. Finita la gara, il coach da dei consigli alla squadra, in vista della prima gara ufficiale. Kazuya decide di andarsi ad allenare, ed incontra la squadra Drake, con cui si accende una focosa rivalità. La squadra JET scopre che saranno loro i rivali e Kazuya vuole dimostrare chi è veramente. Ha inizio la gara, dove Fiona tenta di andare in testa con il turbo, ma sbatte contro una curva e finisce per divenire ultima. Kazuya tenta il sorpasso ma due componenti della squadra avversaria glielo impediscono. Lui risponde cercando di buttarli fuori pista: Ci riesce a metà, ma, nonostante un avversario sia rimasto in gioco, Fiona lo colpisce, mettendoli K.O. Myron tenta di superare quello davanti, ma l'avversario sacrifica se stesso pur di eliminarlo. La resa dei conti è tra Kazuya e Drake, dove quest'ultimo utilizza le braccia meccaniche, caratteristica unica della sua auto, per impedire di essere superato. Arrivati alla rampa finale Kazuya prova a sorprendere Drad, imitando la mossa del Professor Zero, ma fallisce nell'impresa, perdendo la sua prima gara ufficiale. Drad si congratula con la squadra JET, ammettendo di averli sottovalutati, instaurando un rapporto di amicizia e rivalità in Kazuya. |                   |                   |
| 2  | La gara 「우주로 출발! / 飛び出せ、宇宙!」 - Ujulo chulbal! / Tobidase, uchū! – "Andare nello spazio! / Corsa nell'universo!" | 10 agosto 2010    | 28 agosto 2011    |
| 3  | Il pilota misterioso 「수수께끼의 레이서 등장! / のレーサー、シロー登場」 - Susukkekkiui leiseo deungjang! / Nazo no rēsā, Shirō tōjō – "Appare il concorrente misterioso! / Il pilota misterioso, appare Shiro" | 16 agosto 2010    | 30 agosto 2011    |
| 4  | I pirati spaziali 「우주해적, 스네이퀸! / 可愛い娘にはキバがある」 - Ujuhaejeog, seuneikwin! / Kawaii musume ni wa kiba ga aru – "I pirati dello spazio! / Una ragazza carina dalle zanne affilate" | 17 agosto 2010    | 30 agosto 2011    |
| 5  | L'albero di Diego 「마루와 사바나의 나무 / ダイゴの木」 - Maluwa sabanaui namu! / Daigo no ki – "Ma-ru e l'albero di Savanna! / L'albero di Daigo" | 23 agosto 2010    | 31 agosto 2011    |
| 6  | Il re calamaro 「우주로 출발! / イカの王様」 - Igigo sip-eun iyu / Ika no ōsama – "Perché qualcuno dovrebbe voler vincere / Il re calamaro" | 24 agosto 2010    | 31 agosto 2011    |
| 7  | L'incontro con Zero 「복면 레이서, 제로 / 覆面レーサーZERO」 - Bogmyeon leiseo, Jelo / Fukumen rēsā Zero – "Il super-pilota Zero / Il pilota mascherato Zero" | 30 agosto 2010    | 1º settembre 2011 |
| 8  | La torre di Antares 「유쾌한 인기 레이서, 안타레스 / 紅い快男児アンタレス」 - Yukwaehan ingi leiseo, Antaleseu / Akai kaidanji Antaresu – "Il famoso pilota allegro, Antares / Il ragazzo rosso, Antares" | 31 agosto 2010    | 1º settembre 2011 |
| 9  | Il maestro Hipopo 「전설의 머신 선인, 히포포 / マシン仙人ヒポポ」 - Jeonseol-ui meosin seon-in, Hipopo / Mashin sen'nin Hipopo – "Il leggendario padre della macchina, Hipopo / L'eremita delle macchine Hipopo" | 13 settembre 2010 | 2 settembre 2011  |
| 10 | Il tesoro dai sette colori 「히포포 죽다?! 칠색보물의 비밀 / ヒポポ死す!? 七色秘宝の謎」 - Hipopo jugda?! Chilsaegbomul-ui bimil / Hipopo shisu!? Nanairo hihō no nazo – "Hipopo morto?! Il segreto del tesoro / Hipopo morto!? Il segreto del tesoro dai sette colori" | 14 settembre 2010 | 2 settembre 2011  |
| 11 | Jack il segugio 「추격자 잭 / 追跡者ジャック」 - Chugyeogja Jaeg / Tsuiseki-sha Jakku – "Jack il segugio / Jack l'inseguitore" | 27 settembre 2010 | 3 settembre 2011  |
| 12 | Kazuya contro Shiro 「다시 만난 라이벌 / 再び激突!? カズヤVSシロー」 - Dasi mannan laibeol / Futatabi gekitotsu!? Kazuya VS Shirō – "I rivali si incontrano di nuovo / Duello!? Kazuya VS Shiro" | 28 settembre 2010 | 3 settembre 2011  |
| 13 | Il risveglio di Diego 「마루의 각성 / ダイゴの覚醒」 - Maluui Gagseong / Daigo no kakusei – "Il risveglio di Ma-ru / Il risveglio di Daigo" | 4 ottobre 2010    | 6 settembre 2011  |
| 14 | La tigre di Gurao 「그라오의 호랑이 / グラオの虎」 - Geulaoui holang-i / Gurao no tora – "La tigre di Gurao" | 5 ottobre 2010    | 6 settembre 2011  |
| 15 | L'allenatore senza scrupoli 「도깨비 교관 다일 / 鬼教官ダイル」 - Dokkaebi gyogwan Dail / Oni kyōkan Dairu – "L'allenatore demone Dyle / Il demone istruttore Dyle" | 11 ottobre 2010   | 7 settembre 2011  |
| 16 | La misteriosa isola deserta 「괴물 출현! 수수께끼의 무인도 / 怪奇!? 謎の無人島!」 - Goemul chulhyeon! Susukkekkiui mu-indo / Kaiki!? Nazo no mujintō! – "Nascita di un mostro! L'isola disabitata dei misteri / Bizzarro!? La misteriosa isola disabitata" | 18 ottobre 2010   | 7 settembre 2011  |
| 17 | Il drago della distruzione 「암흑의 파괴용 / 降臨!! 破壊龍!!」 - Amheug-ui pagoeyong / Kōrin!! Hakai Ryū!! – "Il distruttivo drago dell'oscurità / Avvento!! Il drago della distruzione!!" | 25 ottobre 2010   | 8 settembre 2011  |
| 18 | Arriva la tempesta 「용과 호랑이의 대결 / 龍虎、激突!」 - Yong-gwa holang-iui daegyeol / Ryūko, gekitotsu – "Confronto tra drago e tigre / Drago e tigre, confronto" | 1º novembre 2010  | 8 settembre 2011  |
| 19 | Zero e Taiga 「제로와 타이거 / ZEROとタイガ」 - Jelo wa Taigeo / Zero to Taiga – "Zero e Tiger / Zero e Taiga" | 8 novembre 2010   | 9 settembre 2011  |
| 20 | La scelta delle squadre 「스카우트, 스카우트, 스카우트 / スカウト! スカウト! スカウト!」 - Seukauteu, seukauteu, seukauteu / Sukauto! Sukauto! Sukauto! – "Scout, scout, scout" | 15 novembre 2010  | 9 settembre 2011  |
| 21 | Il lupo biondo 「울부짖는 금빛 늑대 / 吠える金狼」 - Ulbujijneun geumbich neugdae / Hoeru kinrō – "Il lupo dorato ululante" | 22 novembre 2010  | 10 settembre 2011 |
| 22 | La fine della squadra JET 「제트팀, 해산?! / チームJET、解散!?」 - Jeteutim, haesan?! / Chīmu JET, kaisan!? – "Squadra JET, lo scioglimento?!" | 29 novembre 2010  | 10 settembre 2011 |
| 23 | Fiona contro tutti 「개막, 그라오의 경주! / 開幕! グラデュエーションレース」 - Gaemag, geulaoui gyeongju! / Kaimaku! Gurade~yuēshonrēsu – "Si apre la corsa dei cinque! / Inizia! Graduation Race" | 6 dicembre 2010   | 13 settembre 2011 |
| 24 | Gara dimostrativa 「경주는 재미있게! / ショーレース」 - Gyeongjuneun jaemiissge! / Shōrēsu – "La corsa è divertente! / Show Race" | 13 dicembre 2010  | 13 settembre 2011 |
| 25 | Il segreto di Shiro 「불꽃과 얼음 / 炎と氷と」 - Bulkkochgwa eol-eum / Honō to kōri to – "Fiamma e ghiaccio" | 20 dicembre 2010  | 14 settembre 2011 |
| 26 | Kazuya contro Ru 「우주로 날아올라라! / 宇宙にはばたけ!!」 - Ujulo nal-aollala! / Uchū ni habatake!! – "In volo per l'universo!" | 21 dicembre 2010  | 14 settembre 2011 |
| 27 | Il campionato spaziale 「그랑프리를 향해! / グランプリへの道」 - Geulangpeulileul hyanghae! / Guranpuri e no michi – "Verso il Gran Premio!" | 3 gennaio 2011    | 15 settembre 2011 |
| 28 | La potenza della Falgor 「진화하는 팔콘 / 突き抜けろ、ファルゴル」 - Jinhwahaneun Palkon / Tsukinukero, Farugoru – "La Falcon si evolve / Verso l'evoluzione, Falgor" | 4 gennaio 2011    | 15 settembre 2011 |
| 29 | L'evoluzione della squadra JET 「제트 팀, 진화를 하라~! / 進化せよ、チームJET!」 - Jeteu tim, jinhwaleul hala~! / Shinka seyo, chīmu jetto! – "La squadra JET si evolve!" | 10 gennaio 2011   | 16 settembre 2011 |
| 30 | Una corsa magica 「기술, 마술, 대혼란! / 奇術! 魔術! 大混戦!」 - Gisul, masul, daehonlan! / Kijutsu! Majutsu! Dai konsen! – "Tecnologia, magia, confusione! / Magia! Magia! Grande mischia!" | 11 gennaio 2011   | 16 settembre 2011 |
| 31 | Il brutto pavone 「못생긴공작의아이 / みにくい孔雀の子」 - Mos-saeng-gingongjag-uiai / Minikui kujaku no ko – "Il brutto bambino / Il brutto pavone" | 17 gennaio 2011   | 17 settembre 2011 |
| 32 | Uno strano sogno 「유령레이서 / ゴーストレーサー」 - Yulyeongleiseo / Gōsutorēsā – "Il pilota fantasma" | 18 gennaio 2011   | 17 settembre 2011 |
| 33 | Grazie Shiro 「섬광의울버 / 閃光のウォルバー」 - Seomgwang-uiulbeo / Senkō no U~orubā – "La Wolver si evolve / Il lampo della Wolver" | 24 gennaio 2011   | 20 settembre 2011 |
| 34 | La rivincita di Kraken 「킹덤레이스 / レースキングダム」 - Kingdeom Leiseu / Rēsu kingudamu – "Kingdom Race" | 25 gennaio 2011   | 20 settembre 2011 |
| 35 | La rinascita di Antares 「안타레스 다시 일어나라 / 蘇れ、アンタレス」 - Antaleseu dasi il-eonala / Yomigaere, Antaresu – "Antares rinasce" | 31 gennaio 2011   | 21 settembre 2011 |
| 36 | I ragazzi tricolore 「3인 3색? / トリコロールなあいつら」 - 3in 3saeg? / Torikorōruna aitsu-ra – "Il trio tricolore? / I ragazzi tricolore" | 1º febbraio 2011  | 21 settembre 2011 |
| 37 | Fiona e la gattina 「와일드캣 / ワイルドキャッツ」 - Waildeukaes / Wairudokyattsu – "Wildcats" | 7 febbraio 2011   | 22 settembre 2011 |
| 38 | Il nemico è la squadra JET 「적은제트팀? / 敵はJETだ」 - Jeog-eun Jeteutim? / Teki wa JET da – "Una squadra JET in più? / Il nemico è il JET" | 8 febbraio 2011   | 22 settembre 2011 |
| 39 | Un nuovo mondo 「새로운세계 / 新たなる世界」 - Saelounsegye / Aratanarusekai – "Un nuovo mondo" | 14 febbraio 2011  | 23 settembre 2011 |
| 40 | Tutti per uno 「마지막기회를잡아라 / ラストチャンスに賭けろ!」 - Majimaggihoeleuljab-ala / Rasuto chansu ni kakero! – "L'ultima chance" | 15 febbraio 2011  | 23 settembre 2011 |
| 41 | Lotta tra fratelli 「갈라진형제 / 引き裂かれた兄弟」 - Gallajinhyeongje / Hikisaka reta kyōdai – "Fratelli divisi" | 21 febbraio 2011  | 24 settembre 2011 |
| 42 | La passione dura in eterno 「진정한승부 / どこまでも熱い奴ら」 - Jinjeonghanseungbu / Doko made mo atsui yatsura – "Una vera vittoria / Per sempre ragazzi passionali" | 22 febbraio 2011  | 24 settembre 2011 |
| 43 | Scelta finale 「지구를위해달려라 / 100%を突破しろ!!」 - Jiguleul-wihaedallyeola / 100-Pāsento o toppa Shiro!! – "La corsa per la Terra / Shiro 100% al top!!" | 28 febbraio 2011  | 27 settembre 2011 |
| 44 | Ritorno sulla Terra 「지구에돌아오다! / 帰還! 奪還! 離脱!」 - Jiguedol-aoda! / Kikan! Dakkan! Ridatsu! – "Il ritorno sulla Terra! / Commenti! Ricatto! Ritiro!" | 28 febbraio 2011  | 27 settembre 2011 |
| 45 | La vigilia 「파이널그랑프리를위해 / ファイナル・グランプリ前夜」 - Paineolgeulangpeulileul-wihae / Fainaru guranpuri zen'ya – "Per il Gran Premio finale / La vigilia del Grand Prix" | 7 marzo 2011      | 28 settembre 2011 |
| 46 | Una gara piena di sorprese 「파이널그랑프리,시작하다! / 開催! ファイナル・グランプリ!!」 - Paineolgeulangpeuli,sijaghada! / Kaisai! Fainaru Guranpuri!! – "Inizia il Gran Premio finale!" | 8 marzo 2011      | 28 settembre 2011 |
| 47 | Neve d'amore sul deserto 「사막에사랑의눈이내리다 / 砂漠に愛の雪が降る」 - Samag-esalang-uinun-inaelida / Sabaku ni ai no yukigafuru – "L'autunno nel deserto ha gli occhi dell'amore / Neve d'amore nel deserto" | 14 marzo 2011     | 29 settembre 2011 |
| 48 | Dove splende la luce 「달리는이유 / 光さす場所」 - Dallineun-iyu / Hikari sasu basho – "Il motivo per cui corro / Dove splende la luce" | 15 marzo 2011     | 29 settembre 2011 |
| 49 | In gara per il futuro 「미래를향한도전자들 / 未来への挑戦者たち」 - Milaeleulhyanghandojeonjadeul / Mirai e no chōsenshatachi – "Per il futuro di ognuno / Sfidanti per il futuro" | 21 marzo 2011     | 30 settembre 2011 |
| 50 | L'inizio della fine 「우주의위기 / 終焉の始まり」 - Ujuuiwigi / Shūen no hajimari – "La crisi del cosmo / L'inizio della fine" | 22 marzo 2011     | 30 settembre 2011 |
| 51 | L'ultima gara 「지구 최후의 경주 / 地球最後のレース」 - Jigu choehuui gyeongju / Chikyū saigo no rēsu – "Il Gran Premio finale / L'ultima corsa della Terra" | 28 marzo 2011     | 1º ottobre 2011   |
| 52 | L'ultima bandiera a scacchi 「승리의체커기 / 勝利のチェッカーフラッグ」 - Seungliuichekeogi / Shōri no chekkāfuraggu – "La grande vittoria / La bandiera a scacchi della vittoria" | 29 marzo 2011     | 1º ottobre 2011   |

## Trasmissione italiana
L'11 luglio 2011 Switchover Media annuncia l'acquisizione dei diritti per la trasmissione in Italia di tutti gli episodi; la serie debutta il 28 agosto 2011 su K2 e si conclude il 1º ottobre 2011.